# Hypselodoris
Hypselodoris is een geslacht dat behoort tot de familie van de Chromodorididae. Het geslacht bestaat uit 111 beschreven soorten.

## Soorten
- Hypselodoris alboterminata Gosliner & R. F. Johnson, 1999
- Hypselodoris alburtuqali Gosliner & R. F. Johnson, 2018
- Hypselodoris apolegma (Yonow, 2001)
- Hypselodoris babai Gosliner & Behrens, 2000
- Hypselodoris bennetti (Angas, 1864)
- Hypselodoris bertschi Gosliner & R. F. Johnson, 1999
- Hypselodoris bollandi Gosliner & R. F. Johnson, 1999
- Hypselodoris brycei Gosliner & R. F. Johnson, 2018
- Hypselodoris bullockii (Collingwood, 1881)
- Hypselodoris capensis (Barnard, 1927)
- Hypselodoris carnea (Bergh, 1889)
- Hypselodoris cerisae Gosliner & R. F. Johnson, 2018
- Hypselodoris confetti Gosliner & R. F. Johnson, 2018
- Hypselodoris decorata (Risbec, 1928)
- Hypselodoris dollfusi (Pruvot-Fol, 1933)
- Hypselodoris emma Rudman, 1977
- Hypselodoris festiva (A. Adams, 1861)
- Hypselodoris flavomarginata Rudman, 1995
- Hypselodoris fucata Gosliner & R. F. Johnson, 1999
- Hypselodoris ghardaqana (Gohar & Aboul-Ela, 1957)
- Hypselodoris godeffroyana (Bergh, 1877)
- Hypselodoris iacula Gosliner & R. F. Johnson, 1999
- Hypselodoris iba Gosliner & R. F. Johnson, 2018
- Hypselodoris imperialis (Pease, 1860)
- Hypselodoris infucata (Rüppell & Leuckart, 1830)
- Hypselodoris insulana Gosliner & R. F. Johnson, 1999
- Hypselodoris jacksoni N. G. Wilson & Willan, 2007
- Hypselodoris kaname Baba, 1994
- Hypselodoris kanga Rudman, 1977
- Hypselodoris katherythros Yonow, 2001
- Hypselodoris kayae Young, 1967
- Hypselodoris katherinae Gosliner & R. F. Johnson, 2018
- Hypselodoris krakatoa Gosliner & R. F. Johnson, 1999
- Hypselodoris lacteola Rudman, 1995
- Hypselodoris lalique Ortea & Caballer, 2013
- Hypselodoris maculosa (Pease, 1871)
- Hypselodoris maridadilus Rudman, 1977
- Hypselodoris maritima (Baba, 1949)
- Hypselodoris melanesica Gosliner & R. F. Johnson, 2018
- Hypselodoris nigrolineata (Eliot, 1904)
- Hypselodoris nigrostriata (Eliot, 1904)
- Hypselodoris obscura (Stimpson, 1855)
- Hypselodoris paradisa Gosliner & R. F. Johnson, 2018
- Hypselodoris paulinae Gosliner & R. F. Johnson, 1999
- Hypselodoris peasei (Bergh, 1880)
- Hypselodoris pinna Ortea, 1988
- Hypselodoris placida (Baba, 1949)
- Hypselodoris pulchella (Rüppell & Leuckart, 1830)
- Hypselodoris purpureomaculosa Hamatani, 1995
- Hypselodoris regina Ev. Marcus & Er. Marcus, 1970
- Hypselodoris reidi Gosliner & R. F. Johnson, 1999
- Hypselodoris rosans (Bergh, 1889)
- Hypselodoris rudmani Gosliner & R. F. Johnson, 1999
- Hypselodoris sagamiensis (Baba, 1949)
- Hypselodoris saintvincentia Burn, 1962
- Hypselodoris samueli Caballer & Ortea, 2012
- Hypselodoris shimodaensis Baba, 1994
- Hypselodoris tryoni (Garrett, 1873)
- Hypselodoris violabranchia Gosliner & R. F. Johnson, 1999
- Hypselodoris whitei (A. Adams & Reeve, 1850)
- Hypselodoris zebrina (Alder & Hancock, 1864)
- Hypselodoris zephyra Gosliner & R. F. Johnson, 1999

Niet geaccepteerde soorten:
- Hypselodoris alaini Ortea, Espinosa & Buske, 2013 → Felimare alaini (Ortea, Espinosa & Busque, 2013)
- Hypselodoris andersoni Bertsch & Gosliner, 1989 → Hypselodoris peasei (Bergh, 1880)
- Hypselodoris cuis Er. Marcus, 1965 → Hypselodoris maculosa (Pease, 1871)
- Hypselodoris fortunensis Ortea, Espinosa & Buske, 2013 → Felimare fortunensis (Ortea, Espinosa & Busque, 2013)
- Hypselodoris mouaci (Risbec, 1930) → Hypselodoris whitei (A. Adams & Reeve, 1850)